# Marcelino Junior Lopes Arruda
Marcelino Junior Lopes Arruda (geboren am 8. Mai 1989 in Guarulhos) ist ein brasilianischer Fußballspieler.

## Karriere
Der 1,78 Meter große Stürmer begann seine Karriere 2008 beim Verein FC São Paulo, bei welchem er in der Copa Sudamericana spielte, jedoch nicht punktete. 2010 wurde Mazola von den Vereinen Paulista FC und Guarani FC ausgeliehen und schoss insgesamt acht Tore. Von 2011 bis 2013 wurde er von den Vereinen Urawa Red Diamonds und von dem Verein Hangzhou Nabel Greentown, 2012 bis 2013 ausgeliehen. 2014 unterschrieb er einen Vertrag beim Verein Portimonense SC und wurde im gleichen Jahr vom Verein Figueirense FC ausgeliehen. Hier blieb er bis zur Austragung der Staatsmeisterschaft 2015. Für die Série B 2015 wurde Mazola an den Ceará SC ausgeliehen. Zur Saison 2016 ging der Spieler nach China zum Guizhou FC. Hier kam er zu keinen Einsätzen und wechselte 2017 nach Südkorea zu Jeonbuk Hyundai Motors. Auch spielte er keine Rolle und kehrte ein Jahr später in seine Heimat zurück. Bis auf eine Zwischenstadion bei Tractor Sazi Täbris im Iran von 2019 bis 2020, spielt er seitdem bei unterklassigen Klubs seiner Heimat.